# Wladimir Karlowitsch Raschet
Wladimir Karlowitsch Raschet (russisch Владимир Карлович Рашет; * 7. Novemberjul. / 19. November 1812greg. in St. Petersburg; † 25. September 1880 in Besançon) war ein russischer Bergingenieur und Metallurg.

## Leben
Raschet war der Sohn eines höheren Staatsbeamten und ein Nachkomme des französischen Bildhauers Jean-Dominique Rachette. Er durchlief die Ausbildung als Staatsstipendiat im St. Petersburger Bergkadettenkorps, das er 1833 mit einer Goldmedaille verließ. Er wurde dann nach Schweden zum Studium des Hüttenwesens an der Schule in Falun geschickt.
Nach seiner Rückkehr 1836 wurde Raschet als Bergingenieur-Porutschik in den Ural zu den Blagodat-Berg-Hüttenwerken bei Kuschwa geschickt. Er war Assistent des Geschäftsführers des Hüttenwerks Nischnjaja Tura und Laborant und wurde 1838 Leiter des Laboratoriums der Blagodat-Berg-Hüttenwerke. Dort und im Hüttenwerk Wotkinsk führte er die schwedischen Verfahrenstechniken ein.
1841 wurde Raschet ins Ausland geschickt, um die Eisenmetallurgie bei Verwendung von Holz als Brennstoff zu studieren. Nach seiner Rückkehr 1843 erstellte er einen detaillierten Bericht über den Stand der europäischen Metallurgie, wofür er zum Major befördert wurde. Im März 1844 wurde er Verwalter des Hüttenwerks Nischnjaja Tura und des dortigen Goldfeldes. Im Februar 1846 heiratete er die Fürstin Jekaterina Petrowna Maxutowa (1822–1897, begraben in Paris auf dem Friedhof Père-Lachaise), Tochter des Geschäftsführers des Goldkontors Perm Fürst Pjotr Iwanowitsch Maxutow, worauf im November 1946 ihre Tochter Anna geboren wurde.
1848 wurde Raschet zum Podpolkownik befördert und in das Bergkomitee des Bergingenieurkorps beim Minister für Landwirtschaft und Staatsbesitz in St. Petersburg aufgenommen, das für die Fragen der Metallurgie, der Verfahrenstechnik und der Statistik der Hüttenwerke zuständig war. 1848–1855 war er Assistent des Geschäftsführers der Alexander-Manufaktur. 1851 wurde Raschets Sohn Wladimir geboren, und die Familie Raschet wurde in den Adel aufgenommen. Raschet wurde dann Verwalter des Werks des Herzogs von Leuchtenberg in St. Petersburg, in dem die ersten russischen Dampflokomotiven gebaut wurden. Die beiden ersten Lokomotiven Maximilian und Leuchtenberg fuhren lange auf der Zarskoje-Selo-Bahn. Er war am Bau der Isaakskathedrale beteiligt, wofür er 1862 eine Goldmedaille erhielt.
Nach dem Krimkrieg verließ Raschet 1858 den Staatsdienst und wurde Geschäftsführer des Bergbezirks Nischni Tagil Anatole Demidoff di San Donatos (bis 1861). Er konstruierte einen neuartigen Hochofen, der im Vergleich zu den bisherigen Hochöfen eine gesteigerte Produktion zu geringeren Kosten ermöglichte, so dass die Raschet-Hochöfen eine hohe Anerkennung im Ural und in Europa fanden. Auch konstruierte er einen Schachtofen für das Erschmelzen von Kupfer, Blei und Silber. Ein solcher Schachtofen wurde in Příbram aufgebaut. Für diese Erfindungen erhielt er 1862 ein Privileg. 1864 wurde in der Friedrich Wilhelms-Hütte in Mülheim an der Ruhr ein Raschet-Hochofen aufgebaut.
1861 kehrte Raschet in den Staatsdienst zurück als Direktor des Departements für Berg- und Salzangelegenheiten nach Alexander Rodionowitsch Gerngroß. 1869 wurde er Geheimer Rat (3. Rangklasse). 1871 wurde er Direktor des Bergrats und 1876 Direktor des Rats für Handel und Manufakturen des Russischen Kaiserreichs. Jährlich inspizierte er die Hüttenwerke im Ural, im Gouvernement Olonez, in Südrussland und im Königreich Polen. In Deutschland, England, Frankreich und Österreich-Ungarn informierte er sich über die neuesten Technologien der Metallurgie mit Verwendung von Steinkohle und besuchte die Weltausstellung Paris 1867 und die Weltausstellung 1873 in Wien. 1876 wurde er aus Gesundheitsgründen aus dem Dienst entlassen und war dann Mitglied des Bergrats und des Wissenschaftlichen Bergrats. Er starb 1880 in Besançon, wo er ärztlich behandelt worden war.

## Ehrungen
- Orden des Heiligen Wladimir II. Klasse
- Sankt-Stanislaus-Orden III. Klasse (1939), I. Klasse
- Russischer Orden der Heiligen Anna II. Klasse (1851), II. Klasse